# Torrent Fosc
El Torrent Fosc, conegut també amb el nom de Torrent del Coll dels Belitres, és un afluent per l'esquerra del Torrent Forcat que transcorre íntegrament pel terme municipal de Gòsol, al Berguedà.
El naixement del Torrent Fosc és el punt més enlairat de la xarxa hidrogràfica de l'Aigua de Valls així com el que es troba a més distància de la seva confluència amb el Cardener (26,3 km.). De fet, al web de la Xarxa de rius de les conques principals de Catalunya Arxivat 2010-11-13 a Wayback Machine. s'hi considera que és aquí on neix l'Aigua de Valls.

## Xarxa hidrogràfica
La xarxa hidrogràfica del Torrent Fosc, que també transcorre íntegrament pel terme municipal de Gósol, està integrada per un total de 6 cursos fluvials que sumen una longitud total de 4.269 m.